# Tjeerd van der Zee

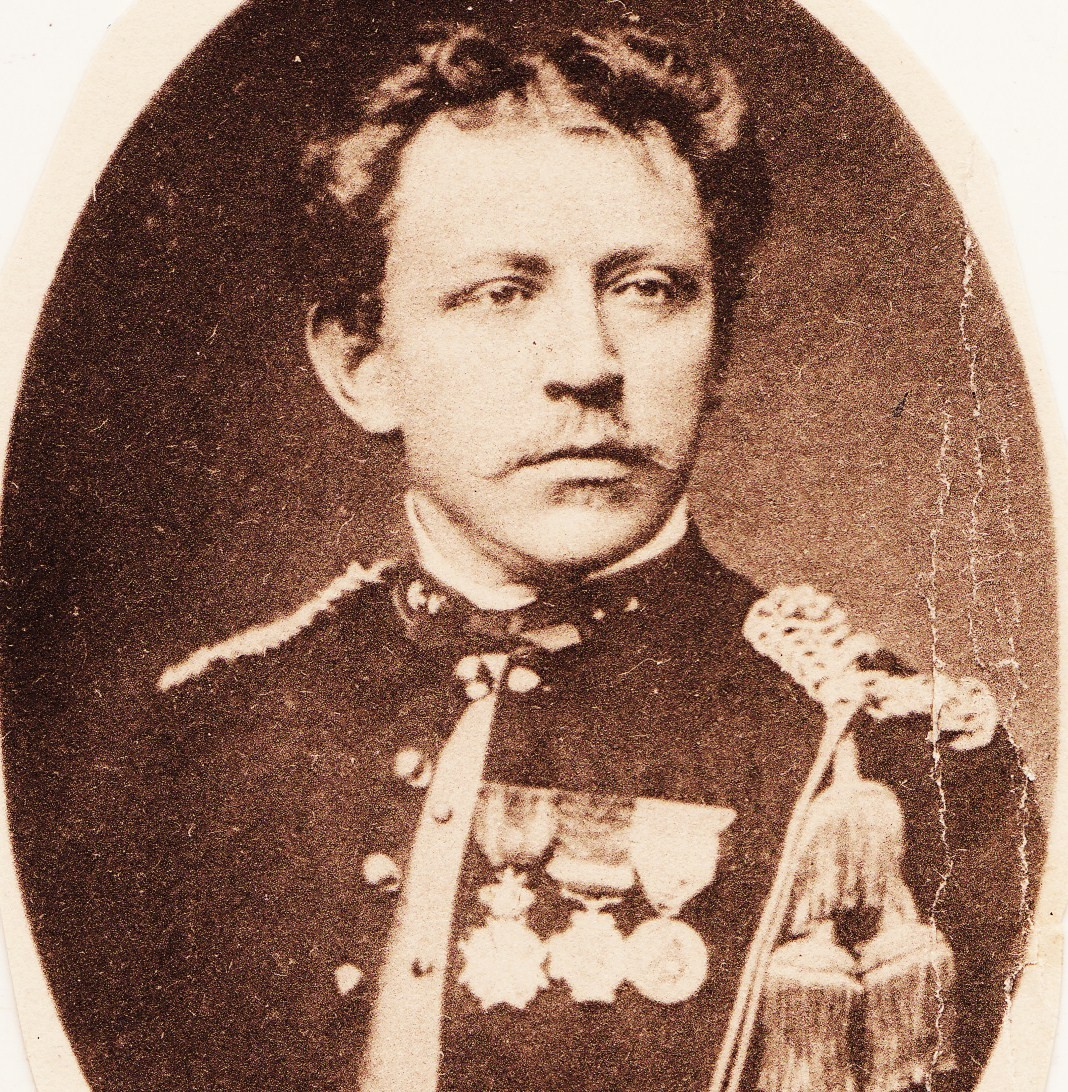
Tjeerd van der Zee

Tjeerd van der Zee (Den Haag, 3 maart 1849 – aldaar, 24 april 1912) was burgemeester van Enschede aan het eind van de 19e eeuw.
Hij was van huis uit militair en bereikte de rang van kapitein in het KNIL. Van der Zee raakte gewond tijdens de tweede Atjehexpeditie. Voor zijn optreden in 1874 werd hij onderscheiden met de Militaire Willemsorde vierde klasse (Koninklijk Besluit van 4 april 1875 nummer 22). Na zijn terugkeer in Nederland was hij van 1881 tot 1884 burgemeester van Monnickendam en Katwoude. Hetzelfde ambt bekleedde hij vervolgens in Enschede van 1884 tot 1896.
Als burgemeester werd hij geconfronteerd met stakingen in de textielindustrie, mede onder invloed van de opkomende socialistische beweging. Als er opstootjes op straat waren ging hij zelf, met de sabel in de hand, de politie vooruit om de orde te herstellen. Van der Zee was dan ook een gevreesd burgervader.